# 說再見之前
《說再見之前》（日语：さよならの前に）是日本音乐团体AAA的第42张单曲，於2014年9月17日由avex trax发售。

## 概要
- A面曲《說再見之前》是伊藤洋華堂「Warm Style」和「Kent『Touch Tradition』」的電視廣告歌曲，此曲是AAA繼《微風徐徐的夏日記憶》後第十七首伊藤洋華堂電視廣告歌曲。
- B面曲《Next Stage》是富士電視台動畫「ONE PIECE "3D2Y" 跨越艾斯之死！路飛與夥伴的誓言」主題曲。[2]
- 此單曲有2個版本，分別有「CD+DVD」和「CD ONLY」。「CD+DVD」收錄了《說再見之前》的PV和Making。
- 在9月29日於公信榜单曲週排行榜取得第5位。
- 在第56屆日本唱片大獎獲得「優秀作品獎」，同年年末在第65回NHK紅白歌合戰演唱其歌曲。

## 收錄内容

### CD
1. 說再見之前
（作詞：森月キャス、Rap詞：Mitsuhiro Hidaka 作曲：丸山真由子）
2. Next Stage
（作詞：leonn / Rap詞：Mitsuhiro Hidaka / 作曲：Kenji Kabashima, SugayaBros.）
3. 說再見之前 (Instrumental)
4. Next Stage (Instrumental)

### DVD
1. 說再見之前（Music Clip）
2. 說再見之前（Music Clip Making）

## 腳註
1. ↑   (新闻稿). 愛貝克思官方網站 avex taiwan inc. 2014-10-17  [2015-09-12]. （原始内容存档于2019-08-20） （中文（臺灣））. 說再見之前
2. ↑  .   [2014-09-07]. （原始内容存档于2019-08-23）.